# Ghiacciaio Zefiro
Il ghiacciaio Zefiro (in inglese Zephyr Glacier) è un ghiacciaio lungo circa 13 km situato sulla costa di Rymill, nella parte occidentale della Terra di Palmer, in Antartide. Il ghiacciaio, il cui punto più alto si trova a circa 560 m s.l.m., è situato in particolare sul versante sud-occidentale del monte Edgell e da qui fluisce verso ovest fino a entrare nel canale di Giorgio VI, poco a sud di capo Jeremy.

## Storia
Il ghiacciaio Zefiro è stato oggetto di due esplorazioni da parte del British Antarctic Survey, che all'epoca si chiamava ancora Falkland Islands Dependencies Survey, nel 1948 e nel 1971-72, ed è stato fotografato durante una ricognizione aerea nel 1966 della marina militare statunitense. Nel 1977 il ghiacciaio è poi stato così battezzato dal Comitato britannico per i toponimi antartici con il nome del vento Zèfiro, un vento che soffia da ponente.